# Ruben van Bommel
Ruben van Bommel (* 3. August 2004 in Meerssen, Provinz Limburg) ist ein niederländischer Fußballspieler. Er steht aktuell beim Erstligisten PSV Eindhoven unter Vertrag.

## Hintergrund
Ruben van Bommels Vater ist der ehemalige niederländische Fußballprofi und Nationalspieler Mark van Bommel, die Mutter ist Andra van Bommel, die Tochter des Fußballtrainers und ehemaligen Bondscoaches Bert van Marwijk. Van Bommels älterer Bruder Thomas ist ebenfalls Fußballprofi und spielt für die MVV Maastricht.

## Karriere

### Vereine
Ruben van Bommel spielte zunächst in seiner Heimat beim SV Meerssen, bevor er 2013 in die Jugend des PSV Eindhoven wechselte, für dessen erste Mannschaft sein Vater Mark zuvor bereits viele Jahre gespielt hatte. 2020 wechselte er in die Jugend der MVV Maastricht. Für den Verein aus der Nähe seines Geburtsorts hatte wiederum sein Großvater Bert van Marwijk bereits in den 1970er- und 1980er-Jahren gespielt. Zur Saison 2022/23 rückte van Bommel in die erste Mannschaft des Zweitligisten auf, behielt jedoch den Status eines Amateurspielers. In seiner ersten Saison im Herrenbereich wurde er mit 15 Toren in 31 Spielen der regulären Saison bester Torschütze seiner Mannschaft und erhielt die Auszeichnung als Talent des Jahres der Liga. Nach einem fünften Platz in der Liga scheiterte seine Mannschaft in der ersten Playoffrunde zum Aufstieg in die Eredivisie. Zur Saison 2023/24 wechselte van Bommel zum Erstligisten AZ Alkmaar, bei dem er einen Vierjahresvertrag unterschrieb.
Im Juli 2025 wechselte er zu PSV Eindhoven und unterschrieb einen Vertrag bis 30. Juni 2030.

### Nationalmannschaft
Van Bommel kam am 25. März 2023 in einem Freundschaftsspiel gegen die französische U-20-Auswahl zu seinem ersten Einsatz für niederländische Nachwuchsnationalmannschaften.